# Haworthia pubescens
Haworthia pubescens és una espècie vegetal del gènere Haworthia de la subfamília de les asfodelòidies (Asphodeloideae).

## Descripció
Haworthia pubescens té la mateixa forma de creixement que Haworthia herbacea però és més petit; poques vegades supera els 30 mm de diàmetre. Tanmateix, és una planta de creixement molt lent i s'ha de regar en cura. Les fulles incurvades són de color gris-verd fosc i finament pubescents.

## Distribució i hàbitat
Haworthia pubescens només creix en diversos turons quarsítics baixos al sud-est de Worcester, a la província sud-africana del Cap Occidental. Creix molt poques vegades en situacions exposades. En el cultiu encara és una planta força rara. Sol ser solitària i la propagació s'ha de fer per llavors. H. pubescens creix en estreta associació amb H. herbacea.

## Taxonomia
Haworthia pubescens va ser descrita per M.B.Bayer i publicat a Journal of South African Botany 38: 129, a l'any 1972.
Etimologia
Haworthia: nom en honor del botànic britànic Adrian Hardy Haworth (1767-1833).
pubescens: epítet llatí que significa "que arriben a la pubertat", "es converteixen en pubescents".